# 52-га паралель південної широти
52-га паралель південної широти — лінія широти, що лежить на 52 градуси південніше земної екваторіальної площини. Вона проходить через Атлантичний океан, Індійський океан, Тихий океан та Південну Америку.
Через паралель проходить частина кордону між Чилі та Аргентиною.
На цій широті під час літнього сонцестояння сонце видно 16 годин 44 хвилини, а під час зимового сонцестояння — 7 годин 44 хвилин.

## Список географічних об'єктів, що перетинає 52° пд. ш.
Починаючи з Гринвіцького меридіану та рухаючись на схід, 52-га паралель південної широти проходить через:
| Координати                                                  | Країна, територія або море              | Примітки                                                                     |
| ----------------------------------------------------------- | --------------------------------------- | ---------------------------------------------------------------------------- |
| 52°0′ пд. ш. 0°0′ сх. д. / 52.000° пд. ш. 0.000° сх. д.     | Атлантичний океан                       |                                                                              |
| 52°0′ пд. ш. 20°0′ сх. д. / 52.000° пд. ш. 20.000° сх. д.   | Індійський океан                        |                                                                              |
| 52°0′ пд. ш. 147°0′ сх. д. / 52.000° пд. ш. 147.000° сх. д. | Тихий океан                             |                                                                              |
| 52°0′ пд. ш. 75°4′ зх. д. / 52.000° пд. ш. 75.067° зх. д.   | Чилі                                    | Магальянес — проходить через Патагонський архіпелаг[en] та материк           |
| 52°0′ пд. ш. 71°55′ зх. д. / 52.000° пд. ш. 71.917° зх. д.  | Становить кордон між Аргентиною та Чилі |                                                                              |
| 52°0′ пд. ш. 70°0′ зх. д. / 52.000° пд. ш. 70.000° зх. д.   | Аргентина                               | Санта-Крус                                                                   |
| 52°0′ пд. ш. 68°42′ зх. д. / 52.000° пд. ш. 68.700° зх. д.  | Атлантичний океан                       |                                                                              |
| 52°0′ пд. ш. 60°57′ зх. д. / 52.000° пд. ш. 60.950° зх. д.  | Фолклендські Острови                    | Проходить через острови Дайк[en] та Західний Фолкленд (претендує Аргентина)  |
| 52°0′ пд. ш. 59°57′ зх. д. / 52.000° пд. ш. 59.950° зх. д.  | Атлантичний океан                       | Фолклендська протока                                                         |
| 52°0′ пд. ш. 59°35′ зх. д. / 52.000° пд. ш. 59.583° зх. д.  | Фолклендські Острови                    | Проходить через острови Східний Фолкленд та Лайвлі[en] (претендує Аргентина) |
| 52°0′ пд. ш. 58°21′ зх. д. / 52.000° пд. ш. 58.350° зх. д.  | Атлантичний океан                       |                                                                              |